# Senta (Vorname)
Senta ist ein weiblicher Vorname.

## Herkunft
Senta ist der Name der weiblichen Hauptfigur in Richard Wagners Oper Der fliegende Holländer, die 1843 uraufgeführt wurde. Erst danach, etwa ab 1860, wurde der Vorname in Deutschland vergeben. Eine Ableitung von den weiblichen Vornamen Crescentia oder Vincentia lässt sich nicht belegen.

## Namensträgerinnen
- Senta Auth (* 1974), deutsche Schauspielerin
- Senta Baldamus (1920–2001), deutsche Bildhauerin
- Senta Berger (* 1941), österreichische Schauspielerin
- Senta Bonacker (1906–1975), deutsche Schauspielerin
- Senta-Sofia Delliponti (* 1990), deutsche Sängerin
- Senta Foltin (1916–2012), österreichische Schauspielerin
- Senta Geißler (1902–2000), deutsche Malerin
- Senta Josephthal (1912–2007), israelische Politikerin
- Senta Kapoun (1920–2019), österreichische literarische Übersetzerin
- Zenta Mauriņa (auch: Maurina, Senta Mauring, 1897–1978), lettische Essayistin
- Senta Moira (* 1925), deutsche Schauspielerin
- Senta Maria Schmid (1908–1992), deutsche Tänzerin und Choreographin
- Senta Maria Anna Siller (* 1935), deutsche Designerin, Kalligrafin und Unternehmerin
- Senta Trömel-Plötz (* 1939), deutsche Sprachwissenschaftlerin, Autorin und Feministin
- Senta Wengraf (1924–2020), österreichische Schauspielerin